# Weinmannia lucida
Weinmannia lucida är en tvåhjärtbladig växtart som beskrevs av Merrill. Weinmannia lucida ingår i släktet Weinmannia och familjen Cunoniaceae. Inga underarter finns listade i Catalogue of Life.